# Волфганг фон Геминген (1610 – 1658)
Волфганг фон Геминген (на немски: Wolfgang von Gemmingen; * 2 януари 1610 в Опенхайм; † 24 декември 1658) е господар в Опенхайм. Като представител на имперските рицари той подписва през 1648 г. Вестфалския мирен договор за рицарството, по-късно е асесор на франкския рицарски окръг при имперския камерен съд в Шпайер.
Той е син на фрайхер Райнхард фон Геминген-Хорнберг „Учения“ (1576 – 1635) и първата му съпруга Анастасия фон Хелмщат (1579 – 1614), дъщеря на Еразмус фон Хелмщат († 1584) и Анна Агнес фон Фенинген († 1608). Баща му се жени втори път 1616 г. за Регина Блик фон Ротенбург (1597 – 1620) и трети път 1624 г. за Розина Мария фон Хелмщат († 1645). Брат е на Вайпрехт(1608 – 1680) и Ханс Кристоф фон Геминген-Хорнберг († 1646).
След смъртта на майка му Волфганг е възпитаван от свещеник/пфарер Вайнман в Бракенхайм и с братята му учат в Щутгарт в Paedagogium illustre. Заедно с брат му Вайпрехт той следва в университетите в Тюбинген и Лайден право, латински и гръцки. След следването той пътува до Англия и Франция. На 21 години той става procurator nationis в академията на Орлеан. През 1632 г. той се връща в родината. От наследството той получава Опенхайм. През 1648 г. той е пратеник на имперските рицари при Вестфалския мирен конгрес, където печели голямо уважение от другите пратеници. Граф Траутмансдорф му предлага служба като имперски дворцов съветник, но той отказва, както е отказал същата служба и на императора при имперското събрание в Регенсбург. От 1651 г. до смъртта си 1658 г. той е асесор на франкския рицарски окръг при имперския камерен съд в Шпайер.

## Фамилия
Волфганг фон Геминген се жени на 29 април 1644 г. в „Обернтраутер Хоф“ в Опенхайм за Анна Маргарета фон Валбрун († 1682). През 1661 г. вдовицата му сключва наследствен договор с нейния зет Вайпрехт фон Геминген (1608 – 1680) и нейният племенник Йохан Райнхард фон Геминген (1632 – 1678), в който трите ѝ живи дъщери получават от наследството на линията Хорнберг по едно имение в Заулхайм и в Далхайм и права в Унденхайм, Бенсхайм, Ритерхайм и Рюделсхайм.
Деца:
- Анастасия Мария (1645 – 1662), омъжена за Ханс Райнхард фон Валбрун
- Мария Катарина (1651 – 1715), омъжена на 19 януари 1669 г. за фрайхер Георг Кристоф Лангверт фон Зимерн (1636 – 1689)
- Мария Сибила (* 1655), омъжена за Ернст Фогт фон Хунолтщайн
- Хелена Маргарета (1649 – 1650)
- Райнхард (*/† 1653)